# Asioninae
Az Asioninae a madarak osztályának bagolyalakúak (Strigiformes) rendjébe és bagolyfélék (Strigidae) családjába tartozó alcsalád.

## Rendszerezés
Az alcsaládba 3 nem és 10 faj tartozik.
- Asio (Brisson, 1760) – 7 faj
  - Styx fülesbagoly (Asio stygius)
  - erdei fülesbagoly (Asio otus)
  - etióp fülesbagoly (Asio abyssinicus)
  - madagaszkári fülesbagoly (Asio madagascariensis)
  - réti fülesbagoly (Asio flammeus)
  - galápagosi fülesbagoly (Asio galapagoensis) – 2008-ban nyilvánították különálló fajnak, előtte a réti fülesbagoly alfajának tartották
  - mocsári fülesbagoly (Asio capensis)

- Nesasio (Peters, 1937) – 1 faj
  - félelmetes bagoly (Nesasio solomonensis)

- Pseudoscops (Kaup, 1848) – 2 faj
  - jamaicai bagoly (Pseudoscops grammicus)
  - trópusi fülesbagoly (Pseudoscops clamator) más néven (Asio clamator)